# Thamnophis marcianus
Thamnophis marcianus е вид змия от семейство Смокообразни (Colubridae).

## Разпространение
Видът е разпространен в Белиз, Гватемала, Коста Рика, Мексико, Никарагуа, САЩ и Хондурас.